# Tatjana van Aardenne-Ehrenfest

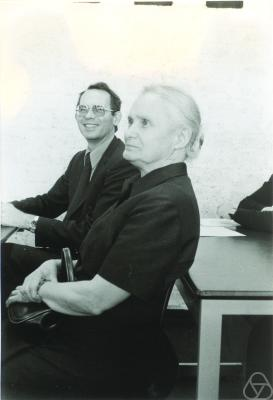
Tatjana van Aardenne-Ehrenfest 1977 in Leiden

Tatjana van Aardenne-Ehrenfest, geboren als Tatjana Pawlowna Ehrenfest (* 28. Oktober 1905 in Wien, Österreich-Ungarn; † 29. November 1984 in Dordrecht) war eine niederländische Mathematikerin.

## Leben
Tatjana van Aardenne-Ehrenfest wuchs in Sankt Petersburg auf, bevor ihre Eltern Paul Ehrenfest und Tatjana Ehrenfest-Afanassjewa mit ihr 1912 nach Leiden zogen. Paul Ehrenfest war ein bekannter theoretischer Physiker und Nachfolger auf dem Lehrstuhl von Hendrik Antoon Lorentz in Leiden, ihre Mutter ebenfalls bekannt als Mathematikerin und theoretische Physikerin. Bis 1917 erhielt sie von ihren Eltern Hausunterricht. Nach dem Abitur am städtischen Gymnasium in Leiden 1922 studierte sie an der Universität Leiden, wo sie 1931 bei Willem van der Woude  promoviert wurde (Oppervlakken met scharen van gesloten geodetische lijnen). 1928 studierte sie nach ihrem Abschluss (Doctoraalexamen) in Leiden ein Semester in Göttingen unter anderem bei Harald Bohr und Max Born, dessen Assistentin sie eine Zeitlang war. Sie war nach ihrer Promotion Hausfrau, hatte nie eine akademische Anstellung und war nicht als Mathematikerin berufstätig, nahm aber regelmäßig an mathematischen Veranstaltungen der niederländischen mathematischen Gesellschaft teil, wobei sie nach dem Nachruf von Nicolaas Govert de Bruijn häufig im Anschluss Fragen stellte. Diese leitete sie mit der Anfrage ein, eine dumme Frage stellen zu wollen, stieß damit aber nach de Bruijn häufig auf den Kern des behandelten Problems und legte den Finger auf den wunden Punkt der vorgetragenen Lösung. Nach de Bruijn zeigte sie eine Tiefsinnigkeit und Scharfsinnigkeit, die ihr unter anderen Umständen zu einer beeindruckenden Karriere verholfen hätten.
Sie heiratete den Chirurgen van Aardenne. Ihr Sohn Gijs van Aardenne war Manager, Politiker (Wirtschaftsminister) und im niederländischen Parlament.

## Werk
Mit Nicolaas Govert de Bruijn veröffentlichte sie 1951 einen Aufsatz über De-Bruijn-Folgen, in der diese zwar nicht entdeckt wurden, aber der diese Folgen bekannt machte, die nach De Bruijn benannt wurden. Darin wird auch die BEST-Formel angegeben, eine Produktformel für die Anzahl von Eulerkreisen {\displaystyle EK(G)} in gerichteten zusammenhängenden Eulergraphen {\displaystyle G}, die im Namen BEST bzw. Satz von deBruijn-van Aardenne Ehrenfest -Smith-Tutte zusätzlich nach Cedric Smith und William Thomas Tutte benannt ist. Die BEST-Formel lautet:
{\displaystyle \operatorname {EK} (G)=t_{w}(G)\prod _{v\in V}{\bigl (}\deg(v)-1{\bigr )}!}
Dabei ist {\displaystyle V} die Menge der Knoten, {\displaystyle \deg(v)} der Eingangsgrad eines Knoten und {\displaystyle t_{w}(G)} die Zahl gewurzelter Bäume des Graphen {\displaystyle G}, die für Eulergraphen bei jedem Knoten gleich ist und damit eine Konstante für den jeweiligen Graphen.
Sie fand auch in den 1940er Jahren eine untere Schranke für die Diskrepanz in Folgen niedriger Diskrepanz (auch quasizufällige Folgen genannt). Das sind Folgen, in denen jede Unterfolge eine untere Schranke {\displaystyle M} für die Diskrepanz hat. Damit beantwortete sie eine Frage von Johannes van der Corput über die Existenz von solchen Folgen mit Diskrepanz Null, die also in ihrem jeweiligen Intervall möglichst gleichverteilt sind, 1945 negativ: es gibt eine untere Schranke für die Diskrepanz. Die Diskrepanz {\displaystyle D_{N}} einer Folge {\displaystyle x_{1},x_{2},\cdots ,x_{N}} im Intervall {\displaystyle [a,b]} ist dabei formal definiert als
{\displaystyle D_{N}=\sup _{a\leq c\leq d\leq b}\left\vert {\frac {\left|\{\,s_{1},\dots ,s_{N}\,\}\cap [c,d]\right|}{N}}-{\frac {d-c}{b-a}}\right\vert }
Für die unendliche Folge wird der Grenzübergang {\displaystyle N\to \infty } gewählt. Ihre 1949 veröffentlichte untere Schranke war von der Größenordnung {\displaystyle {\frac {\ln \ln N}{\ln \ln \ln N}}}. Die bestmögliche untere Schranke fand Wolfgang M. Schmidt 1972 mit {\displaystyle \ln N}.

## Schriften
- mit J. Wolff: Über die Grenzen der einfachzusammenhängenden Gebiete, Comm. Math. Helv., Band 16, 1944, S. 321–323
- Proof of the impossibility of a just distribution over an infinite sequence of points over an interval, Proc. Kon. Ned. Akad. Wetensch., Band 48, 1945, S. 3–8 (= Indagationes Mathematicae, Band 7, 1945, S. 71–76)
- On the impossibility of a just distribution, Proc. Kon. Ned. Akad. Wetensch., Band 52, 1949, S. 734–739 (= Indagationes Mathematicae, Band 11, 1949, S. 264–269)
- mit J. Korevaar, N. G. de Bruijn: A note on slowly oscillating functions, Nieuw Archief voor Wiskunde, Reihe 2, Band 23, 1949, S. 77–86
- mit N. G. de Bruijn: Circuits and trees in oriented linear graphs, Simon Stevin, Band 28, 1951, S. 203–217.